# Misumena bipunctata
Misumena bipunctata är en spindelart som beskrevs av William Joseph Rainbow 1898. Misumena bipunctata ingår i släktet Misumena och familjen krabbspindlar. Inga underarter finns listade i Catalogue of Life.